# Quintilha
Uma quintilha é uma estrofe de cinco versos, geralmente em redondilha maior. Os versos são octossílabos ou menores com duas rimas perfeitas distribuídas segundo o princípio de que não podem ter a mesma rima três versos seguidos, nem acabar em dois versos que rimem entre si, nem deixar algum verso solto ou sem rima. 
Em geral, as quintilhas apresentam todas as possibilidades rímicas possíveis entre duas rimas diferentes, evitando-se tão somente rimarem-se três versos em sequência. Os esquemas rímicos mais comuns são ABCCB e ABAAB.*
Se se tratar de uma combinação com versos de arte maior (de oito sílabas ou mais), preferencialmente denomina-se quinteto.